# Bruno Enna
Pour les articles homonymes, voir Enna, Enna (genre) et August Enna.
Bruno Enna (né en 1969) est un scénariste de bande dessinée italien.
Enna travaille depuis 1997 pour l'hebdomadaire jeunesse Topolino, principalement pourvoyeur de bandes dessinées Disney en Italie ; il a notamment écrit de nombreuses histoires de Mickey et de W.I.T.C.H.. En 2004, il entre chez Sergio Bonelli Editore, la principale maison d'édition grand public italienne, écrivant plusieurs récits de Dylan Dog, puis créant Saguaro (it). En 2010, Soleil Productions a publié Cœur de papier, un album écrit directement pour le marché français.

## Récompense
- 2013 : Prix Micheluzzi de la meilleure série au dessin non réaliste pour Mickey Mouse : Dracula de Bram Topker (it) (avec Fabio Celoni)
- 2015 : Prix Micheluzzi du meilleur scénariste pour Saguaro (it)